# Spoletói Bertila
Spoletói Bertila (860 körül – 915. december)  II. Suppo (Párma, Asti és Torinó grófja) és Berta leánya. (Suppo testvére valószínű, hogy az az Engelberga volt, aki II. Lajos római császárhoz ment hozzá.)
Apai nagyapja (Spoletói) I. Adelchis pármai, cremonai és bresciai gróf volt.
Bertának négy fivére volt, Adelchis, Arding, Boso és Wifred.
Bertila 880 körül hozzáment a körülbelül 35 éves Berengárhoz, Friuli őrgrófjához, I. Eberhard őrgróf és Gizella királyi hercegnő (I. Lajos francia király negyedik leánya) harmadik fiához. Berengár 887-től lett Itália királya, I. Berengár néven. Az uralkodó egy év múlva elvesztette koronáját, miután Spoletói Guy camerinói őrgróf és spoletói herceg letaszította őt trónjáról. 896-ban Guy családjának hatalma erőteljesen meggyengült, ezért Berengár elkezdhette megszervezni visszatérését Itália trónjára. Berengár másik nagy ellenlábasa, Karintiai Arnulf német-római császár is visszavonta csapatait az Appennini-félszigetről, ám az országba betörő magyar seregtől keserű vereséget szenvedett az Itáliai Királyság. Mindezek tetejébe még az itáliai nemesség is inkább Provence-i (Vak) Lajos királlyá választását támogatta 900-ban, ezért még 905-ig halasztódott Bertila és Berengár visszatérése az ország élére.
Bertila férje 915-ben német-római császár lett, az asszony pedig császárné, ám új, magasabb rangját csak kis ideig élvezhette, ugyanis még az év decemberében, körülbelül 55 évesen hirtelen elhunyt. Neki és hitvesének több gyermeke is született, köztük az a Gizella, aki körülbelül 18 esztendősen, 900 körül hozzáment Ivreai Adalbert őrgrófhoz.